# Quartier du Bel-Air
Pour les articles homonymes, voir Bel Air.
Le quartier du Bel-Air est le 45e quartier administratif de Paris situé dans le 12e arrondissement. En 1999, sa population était de 33 976 habitants.

Le quartier du Bel-Air en bleu.

## Géographie
Le quartier du Bel-Air se trouve à l'est du 12e arrondissement. En tant qu’agglomération, il est délimité :
- au nord par le cours de Vincennes qui le sépare du 20e arrondissement,
- à l’ouest par le boulevard de Picpus et la rue de Picpus qui le séparent du quartier de Picpus,
- au sud par le bois de Vincennes,
- à l’est par la commune de Saint-Mandé.

D’un point de vue administratif, le bois de Vincennes est partagé entre le quartier du Bel-Air (au nord) et le quartier de Picpus (au sud).
Bois de Vincennes non compris, sa superficie est de 138,8 hectares.

## Historique
La partie de l'actuelle rue de Picpus située entre le boulevard de Reuilly et l'actuelle avenue Daumesnil (ancien chemin de la Croix-Rouge) et l'actuelle avenue Daumesnil (tracée à l'emplacement du chemin des Marais ou des Passes-Putains) marquaient la limite entre les communes de Saint-Mandé au nord et Bercy au sud (quartier de Picpus). Lors de la construction des fortifications de Paris en 1844, ce territoire se retrouve à l'intérieur de l'enceinte et la loi du 16 juin 1859 l'annexe à Paris.
Le quartier administratif du Bel-Air est constitué le 3 novembre 1859 à partir :
- de la partie de Saint-Mandé rattachée à Paris (sauf la partie située entre le cours de Vincennes et la rue de Lagny, rattachée au quartier de Charonne[5]) ;
- d'une petite partie de l'ancienne commune de Bercy, au sud de l'actuelle avenue Daumesnil[6].

En avril 1929, Paris absorbe une partie des territoires de la Zone et le bois de Vincennes. Les territoires pris sur la commune de Saint-Mandé sont rattachés au quartier du Bel-Air. Le bois de Vincennes est partagé entre le quartier de Picpus et le quartier du Bel-Air.

## Transports
Le quartier est accessible par le RER A à la gare de Nation. Il est desservi par trois lignes de métro :
- Ligne 1 aux stations Porte de Vincennes et Château de Vincennes;
- Ligne 6 aux stations Picpus et Bel-Air ;
- Ligne 8 aux stations Michel Bizot et Porte Dorée.

Il est également desservi par la T3a du tramway aux stations Porte de Vincennes (également desservi par le T3b), Alexandra David-Néel, Montempoivre et Porte Dorée. Enfin, les lignes de bus RATP 26, 29, 46, 56, 64, 86, 201, 215, 351 et Traverse Charonne parcourent le quartier.

## Bâtiments remarquables et lieux de mémoire
- Le palais de la Porte Dorée, situé porte Dorée, abritait précédemment le Musée national des Arts d'Afrique et d'Océanie, et héberge depuis 2007 la Cité nationale de l'histoire de l'immigration.
- Le Centre international de séjour de Paris, site Maurice-Ravel qui assure l'hébergement et la restauration des touristes sur le principe des auberges de jeunesse.
- Le quartier de Bel-Air est traversé par la partie orientale de la Promenade plantée.